# Mode Gakuen Cocoon Tower
Mode Gakuen Cocoon Tower（tiếng Nhật: モード学園コクーンタワー）là một tòa nhà chọc trời cao 204 mét với tổng cộng 50 tầng. Cơ sở giáo dục 50 tầng nằm ở quận Nishi-Shinjuku ở Shinjuku, Tokyo, Nhật Bản.

## Cơ sở
- Tổng công ty trường Mode Gakuen
- 7-Eleven
- Tully's Coffee
  - Book1st. (Hiệu sách lớn: B1-B2)

## Mục liên quan
- Mode Gakuen Spiral Tower
- Ōsaka Mode Gakuen